# Diritto allo studio in Italia
Il diritto allo studio in Italia è un diritto soggettivo della persona che trova il suo fondamento negli articoli 33 e 34 della Costituzione della Repubblica Italiana.

## Storia
Dopo l'unità d'Italia il Regio Decreto 30 settembre 1923, n. 2102 emanato a seguito della legge delega 3 dicembre 1922, n.1691 e convertito con modifiche in legge 16 giugno 1923, n. 812, istituì le Opere universitarie e le casse scolastiche, le quali si affiancarono a precedenti istituti assistenziali, o li sostituirono. Nonostante le numerose modifiche che interverranno successivamente, le attività di supporto economico verso gli studenti non vennero poi sostanzialmente modificate con l'entrata in vigore della riforma Gentile del 1923.
Con la nascita della Repubblica Italiana e l'entrata in vigore della Costituzione furono enunciati nell'articolo 33 e soprattutto nell'articolo 34, che parla di scuola aperta a tutti e di istruzione inferiore gratuita da impartirsi per almeno otto anni; l'obbligo di frequenza e la gratuità non riguardano, al contrario, l'istruzione superiore e quella di livello universitario. Venne sancita la concezione dell'istruzione come un servizio pubblico necessario ad assicurare il pieno sviluppo della persona umana anche rispetto alla condizione di partenza sfavorevole di qualcuno. Quindi, l'impegno dell'autorità pubblica, come richiesto dall'art. 3, secondo comma della Costituzione, consiste nella rimozione di quegli ostacoli di ordine economico-sociale che caratterizzano il cammino di individui capaci e predisposti allo studio avanzato.
Per quanto riguarda gli studi universitari, il d.p.r. 24 luglio 1977, n. 616 trasferì le opere e le loro funzioni alle Regioni. Tra le disposizioni in tema di diritto allo studio universitario, oltre ad alcune norme alla fine degli anni '60 maturate nell'ambito delle contestazioni del Sessantotto, vi fu la legge 2 dicembre 1991, n. 390, seguita dal DPCM 9 aprile 2001. La norma del 1991 fu successivamente abrogata, nell'ambito dell'attuazione della riforma Gelmini, dal d.lgs. 29 marzo 2012, n. 68.

## Descrizione generale
Il diritto allo studio riguarda dunque il percorso scolastico successivo all'obbligo e quello universitario, canali di formazione non obbligatori che il cittadino ha libertà di intraprendere e di concludere e che lo Stato deve garantire attraverso l'erogazione di borse di studio a coloro che si dimostrano capaci e meritevoli ma privi di mezzi economici. La presenza di scuole pubbliche costituisce un vincolo costituzionale, infatti, il secondo comma dell'art. 33, afferma che la Repubblica deve occuparsi di istituire scuole statali per tutti gli ordini e i gradi.
Gli art. 33 e 34 della Costituzione della Repubblica Italiana dettano principi generali: l'art. 33 della Costituzione afferma che la Repubblica detta le norme generali sull'istruzione e istituisce scuole statali per tutti gli ordini e gradi. Secondo la Corte Costituzionale il diritto di accedere e di usufruire delle prestazioni, che l'organizzazione scolastica è chiamata a fornire, parte dagli asili nido e si estende sino alle università.
Sempre l'art. 33 garantisce che «Enti e privati hanno il diritto di istituire scuole e istituti di educazione, senza oneri per lo Stato». Il medesimo articolo costituzionale stabilisce i diritti e obblighi degli enti di istruzione non statali, lo Stato deve garantire la «piena libertà» e far in modo che ai loro alunni sia garantito «un trattamento scolastico equipollente a quello degli alunni di scuole statali»
Nella seduta del 29 aprile 1947, l'onorevole Epicarmo Corbino, uno dei firmatari dell'emendamento all'art. 33 della Costituzione, chiarì davanti all'Assemblea Costituente il senso della precisazione «senza oneri per lo Stato»: «noi non diciamo che lo Stato non potrà mai intervenire a favore degli istituti privati; diciamo solo che nessun istituto privato potrà sorgere con il diritto di avere aiuti da parte dello Stato. È una cosa diversa: si tratta della facoltà di dare o di non dare».

## L'istruzione superiore e universitaria
Oltre alle borse di studio, l'insieme di servizi e provvidenze (come alloggi, mense, sussidi straordinari, orientamento, prestiti fiduciari, aule studio, spazi culturali/ricreativi/sportivi) vengono in gran parte erogate da particolari enti per il diritto allo studio, la cui istituzione e gestione è competenza delle Regioni d'Italia. A livello nazionale vi è l'Associazione nazionale degli Organismi per il Diritto allo Studio Universitario (ANDISU), una associazione che raggruppa tali tipologie di enti.
In alcuni casi le stesse provvidenze possono essere offerte direttamente dalle università in Italia, che offrono anche esenzioni totali o parziali delle tasse universitarie, o anche da istituzioni religiose o private. Borse di studio universitarie e finanziamenti per l'edilizia universitaria possono essere altresì erogati (o aumentati) con finanziamenti ad hoc del governo italiano. Il fondo per il diritto allo studio è erogato dal Ministero dell'università e della ricerca alle Regioni, le quali provvedono a integrare lo stesso con fondi regionali e con i proventi delle tasse regionali per il diritto allo studio universitario.

### Tasse d'iscrizione
Per garantire il diritto allo studio, lo Stato prevede una quota massima di iscrizione che le scuole pubbliche possono richiedere ai loro studenti. Per la scuola dell'obbligo è molto contenuta, per l'università il massimale è attualmente superiore di poco ai 2000 euro (per la fascia di reddito più alta, senza esenzioni).
Le università in Italia, infatti, pur godendo di autonomia finanziaria e gestionale, non possono fissare tasse d'iscrizione superiori a questa soglia, che è un vincolo per il budget. Il massimale non è fissato come un valore assoluto, riguarda la quota di spese degli atenei che può essere finanziata con le tasse di iscrizione, quota che non può essere superare il 20% delle uscite dell'ateneo. Il D.P.R. 25 luglio 1997, n. 306 regola la disciplina in materia di contributi universitari.

### Corsi di laurea a numero programmato
L'iscrizione a un corso di laurea a numero programmato è subordinata al superamento di un esame di ammissione, che può essere articolato in prove scritte e/o orali, ma anche della carriera pregressa. Il voto complessivo può o tenere conto o meno dell'esito dell'esame di maturità o di altra eventuale laurea precedentemente conseguita. Inoltre gli atenei possono stabilire quale requisito per l'accesso a un determinato corso un punteggio minimo del voto di maturità.
Questa selezione viene giustificato dalla duplice esigenza di avere corsi di laurea di maggiore qualità perché meno numerosi, e dall'esigenza di contenere il numero di nuovi professionisti immessi ogni anno nel mercato del lavoro, per garantire a tutti possibilità occupazionali e un reddito adeguato. La norma che ha introdotto tali vincoli è stata la legge 2 agosto 1999, n. 264, che prevede corsi ad accesso programmato a livello nazionale, ma dà anche la possibilità alle università in Italia di istituire nell'ambito della propria autonomia tale tipologia di corsi di laurea.

## Agevolazioni

### Permessi per lavoratori
Prima dell'emanazione di una normativa, presso molti comuni italiani esistevano corsi serali di istruzione con la tipica figura dello studente-lavoratore. In particolare a Milano i corsi erano stati istituiti dalle Scuole civiche di Milano. Lo statuto dei lavoratori introdusse sul piano legislativo il diritto per tali soggetti a essere assegnato a turni che permettevano la frequenza di corsi scolastici, il diritto a permessi per il giorno dell'esame, l'esonero dal lavoro straordinario.
La prima fonte legislativa in Italia ad affermare il diritto allo studio per lavoratori è l'art. 10 dello Statuto dei lavoratori. La prima attuazione si ebbe tre anni dopo, nell'aprile del 1973, con il rinnovo del contratto collettivo dei metalmeccanici, che introdusse l'istituto delle 150 ore, progressivamente estese negli anni alla quasi totalità dei contratti nazionali. Si tratta di un monte ore triennale di permessi retribuiti per la formazione professionale e non del lavoratore. I permessi erano fruibili anche per corsi non strettamente legati all'attività lavorativa, come il conseguimento di un diploma o di una laurea. Era previsto che il 3% del personale potesse usufruire nel limite di 150 ore all'anno di permessi retribuiti, per corsi con un impegno scolastico doppio.
Successivamente, con il D.P.R. 23 agosto 1988 n. 395 venne estesa la fruizione delle 150 ore anche al pubblico impiego. e nel 2003 si pervenne all'Accordo integrativo di amministrazione Con il D.P.R. 3 agosto 1990, n. 319 vennero specificate lacune condizioni per il personale in servizio presso le università e le istituzioni universitarie. La legge 8 marzo 2000 n. 53, ha introdotto in Italia i congedi per la formazione. A un monte ore di permessi retribuiti, si aggiunge la possibilità di un periodo formativo non retribuito, durante il quale il lavoratore conserva il posto di lavoro. In base a questo principio, lo Stato prevede oltre all'aiuto economico fornito dalle borse di studio un massimale nazionale per le tasse universitarie.